# Надьожнинське сільське поселення
Надьо́жнинське сільське поселення (рос. Надёжнинское сельское поселение) — сільське поселення у складі Киринського району Забайкальського краю Росії.
Адміністративний центр — село Надьожний.

## Населення
Населення сільського поселення становить 55 осіб (2019; 54 у 2010, 126 у 2002).

## Склад
До складу сільського поселення входять:
| Населений пункт | Населення, осіб (2002) | Населення, осіб (2010) |
| --------------- | ---------------------- | ---------------------- |
| Надьожний, село | 118                    | 47                     |
| Устьє, село     | 8                      | 7                      |